# La damigella di Bard (commedia)
La damigella di Bard è una commedia in tre atti di Salvator Gotta, scritta e pubblicata nel 1936. Fu rappresentata per la prima volta al Teatro Alfieri di Torino la sera del 22 febbraio 1936, con protagonista Emma Gramatica, cui è anche dedicata l'edizione a stampa del testo. Nello stesso anno ne venne tratto il film omonimo, interpretato anch'esso dalla Gramatica.

## Trama
L'azione si svolge a Torino nel 1921.
Il primo atto si apre con le visite di cortesia di alcuni aristocratici piemontesi alla protagonista Maria Clotilde di Bard, nel giorno del suo ottantesimo compleanno. Purtroppo la povera Madamigella vive dei resti del passato splendore del suo antico casato, essendo stata completamente rovinata dalle ruberie di un amministratore disonesto che si è appropriato a poco a poco del suo intero patrimonio. In quello stesso giorno si presenta a casa sua anche l'ufficiale giudiziario, che estromette la povera Madamigella dalle ultime sue proprietà, confinandola nelle soffitte del suo stesso palazzo. La nobildonna, che fu da giovane una grande bellezza, ha intrattenuto da sempre una fitta corrispondenza col barone Costantino Nigra, di cui conserva tutte le lettere ricevute negli anni in un antico scrigno. Per tali lettere la Damigella è spesso ricercata da storici e studiosi che sperano di avere la possibilità di consultare il carteggio, che invece lei conserva gelosamente come un affare di famiglia.
Nel secondo atto la Damigella riceve però la visita di un giovane ufficiale di marina che le chiede quelle lettere per ragioni del tutto personali: infatti egli, figlio illegittimo di una nobildonna torinese, ritiene che il padre mai conosciuto possa essere stato uno degli assistenti del Nigra, e che in tale carteggio vi siano indicazioni utili per ritrovarlo. Quando la Damigella apprende la triste storia del giovane, che impedisce tra l'altro il suo matrimonio con la Marchesina che ora vive nel piano nobile del palazzo di Bard, e con grande commozione si rende conto che il giovane è in realtà figlio illegittimo di suo fratello Fernand, da lei disperatamente ricercato dopo la morte di lui, ed unico erede, sia pure illegittimo, del loro antico nome. Dinanzi a tale rivelazione zia e nipote si abbracciano commossi e lei decide di parlare col Marchese per ottenere il consenso al matrimonio. Tra l'altro il giovane è assai ricco avendo eredidato le sostanze della madre naturale.
Il terzo ed ultimo atto si svolge nel piano nobile del palazzo, già casa avita della Damigella, che convince il padre della marchesina alle nozze, proponendo di restituire lei stessa il nome al nipote, ridando così vita all'antico casato dei Bard e tornando così ella stessa a vivere legittimamente in casa propria, come zia dello sposo.

## Considerazioni
L'autore scelse per la protagonista il nome Bard, come quello dell'omonima famiglia delle più antiche tradizioni aristocratiche piemontesi, rovinata dalle furberie della civiltà borghese. Il nome peraltro doveva far parte dei ricordi d'infanzia dell'autore, nato a Montalto Dora, a pochi chilometri dal Forte di Bard, e sicuramente suonava familiare ai torinesi che assistettero alla prima messa in scena dell'opera, senza però ledere i diritti di nessuna famiglia vivente, essendo i signori di Bard estinti da secoli.
I Signori di Bard infatti furono una potente e antica famiglia della Val d'Aosta, feudataria del Forte di Bard, posto in posizione strategica nell'alta valle della Dora Baltea e considerato chiusa strategica per l'accesso al Piemonte fin dai tempi di Teodorico nel VI secolo. Il nome della famiglia deriva dal pesce bardo nello stemma.